# Leptochiton gascognensis
Leptochiton gascognensis is een keverslakkensoort uit de familie van de Leptochitonidae. De wetenschappelijke naam van de soort is voor het eerst geldig gepubliceerd in 1985 door Kaas & Van Belle.